# برانکورت ان لائونویز
برانکورت ان لائونویز (به فرانسوی: Brancourt-en-Laonnois) یک کمون (فرانسه) در فرانسه است که در ان (ا-دو-فرانس) واقع شده‌است. برانکورت ان لائونویز ۶٫۵۶ کیلومتر مربع مساحت دارد ۸۰ متر بالاتر از سطح دریا واقع شده‌است.